# تمثيل غير قابل للاختزال
في الرياضيات وبصورة أكثر دقة في نظرية التمثيل، التمثيل غير القابل للاختزال هو تمثيل غير منعدم ويمثل هذا التمثيل كتمثيل فرعي أو جزئي. تتناول هذه المقالة تمثيلات الزمر . توضح نظرية ماسشك أنه في العديد من الحالات، يكون التمثيل هو المجموع المباشر للتمثيلات غير القابلة للاختزال.

## حالة زمرة منتهية
نفترض أن G هي زمرة منتهية رتبتها g وأن خصائص K لا تَقسِمُ g. وبالتالي نطبق نظرية ماسشك. (W ، σ) يدل على تمثيل غير قابل للاختزال لـG من الدرجة d. ونفترض أخيرًا أن الحدودية Xg-1 تنقسم في K.

### جبر الزمرة
يتوافق الجبر K [G ] مع إثراء البنية الجبرية للتمثيل المنتظم. مركز الجبر هو الحلقة التبادلية للدوال المركزية، التي يمكن من خلالها استخدام النظريات الحسابية. يسمحون على سبيل المثال بإظهار الخاصية التالية، في الأصل نظر فروبينيوس للتمثيلات المعقدة